# 塔巴尔苏克市镇
塔巴尔苏克市镇（俄语：Муниципальное образование «Табарсук»）是俄罗斯联邦伊尔库茨克州阿拉尔区所属的一个市镇。其下辖有5个居民点，行政中心为塔巴尔苏克。据2016年统计，该市镇的人口为731人。